# 杯虹蛹螺
杯虹蛹螺（学名：Pupilla cupa）为虹蛹螺科蛹形螺属的动物。分布于东喀尔巴阡山、中亚和中欧各地以及中国大陆的新疆、甘肃、西藏等地，生活环境为陆地，主要栖息于高山区林带潮湿的草丛中以及石块腐木下。其生存的海拔范围为2000至4000米。

## 亚种
- 隐齿虹蛹螺（学名：Pupilla Cryptodon cryptodon），Heude于1882年命名。分布于日本、朝鲜以及中国大陆的上海、河北、甘肃以及黄河沿岸地区等地，生活环境为陆地，多见于多腐殖质的山区丘陵的灌木草丛中以及石块落叶下。[2]
- 大隐齿虹蛹螺（学名：Pupilla Cryptodon grandis），Moellendorff于1902年命名。分布于日本、朝鲜以及中国大陆的甘肃、陕西、山西、河北、山东、北京、西北各地区等地，生活环境为陆地，主要栖息于多腐殖质的山区丘陵的灌木草丛中以及石块落叶下。[3]